# Internationella översättardagen

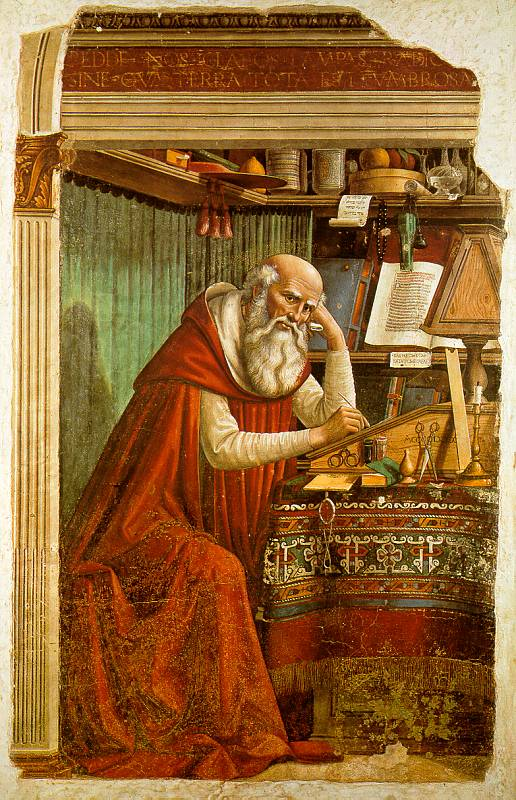
Hieronymus vid sin skrivpulpet. Målning av Domenico Ghirlandaio.

Internationella översättardagen är en temadag som firas varje år den 30 september på Hieronymusdagen. Han var Bibelöversättare och betraktas som översättarnas skyddshelgon. FIT, det internationella översättarförbundet, deltar i organiserandet av firandet ända sedan förbundets bildande 1953. FIT lanserade 1991 dagen som en officiell översättardag för att visa solidaritet med översättare i alla länder. Man ville då lyfta fram översättaryrket globalt (inte bara i kristna eller västerländska länder).

## Motton genom åren
- 2004: Översättning är grunden för mångspråkighet och kulturell mångfald.
- 2005: Översättarens ansvar för yrket och samhället.
- 2006: Många språk – ett yrke.
- 2007: Skjut inte budbäraren.
- 2008: Terminologi: orden har betydelse.
- 2009: Vi arbetar tillsammans.
- 2010: Kvalitetsstandard i en mångstämmig värld. (engelska: Quality Standard for a Variety of Voices)
- 2011: Överbrygga kulturer. (engelska: Bridging Cultures)
- 2012: Översättning som en förbindelse mellan kulturer.
- 2013: En enad värld utan lingvistiska barriärer. (engelska: Beyond Linguistic Barriers — A United World)
- 2014: Rätten till ett språk är grunden för alla mänskliga rättigheter. (engelska: Language Rights: Essential to All Human Rights)[3]
- 2015: (engelska: The Changing Face of Translation and Interpreting)
- 2016: (engelska: Translation and Interpreting: Connecting Worlds)
- 2017: (engelska: Translation and Diversity)
- 2018: (engelska: Translation: promoting cultural heritage in changing times)
- 2019: (engelska: Translation and Indigenous Languages)
- 2020: (engelska: Finding the words for a world in crisis)
- 2021: (engelska: United in translation)
- 2022: (engelska: A world without barriers)
- 2023: (engelska: The role of language professionals)

## Källhänvisningar
1. ↑  "International Translation Day". Arkiverad 11 september 2015 hämtat från the Wayback Machine. Fit.ift.org. Läst 30 september 2014. (engelska)
2. ↑  "Hieronymus". NE.se. Läst 30 september 2014.
3. ↑  http://ottiaq.org/en/2014/06/international-translation-day-four-venues-and-just-as-many-ways-to-celebrate/